# المرازنة (أسلم)

تعديل مصدري - تعديل

المرازنة هي إحدى قرى عزلة أسلم الوسط بمديرية أسلم التابعة لمحافظة حجة، بلغ تعداد سكانها 267 نسمة حسب تعداد اليمن لعام 2004.